# Pseudibis
Genre
Pseudibis est un genre d'ibis de la famille des Threskiornithidae. Ils se rencontrent en l'Asie du sud-est.

## Liste des espèces
D'après la classification de référence (version 14.1, 2024) de l'Union internationale des ornithologues, il y a 3 espèces (dont 1 éteinte) du genre Pseudibis (ordre philogénique) :
- Pseudibis papillosa (Temminck, 1824) – Ibis noir ;
- Pseudibis davisoni (Hume, 1875) – Ibis de Davison ;
- Pseudibis gigantea (Oustalet, 1877) – Ibis géant.

| Espèce                                          | Photo      | Répartition                                                                                     | Population |
| Pseudibis papillosa (Temminck, 1824) Ibis noir  | Ibis noir  | Inde; Nepal; Pakistan                                                                           | |
| Pseudibis davisoni (Hume, 1875) Ibis de Davison |            | Cambodge; Laos; Kalimantan (Indonésie); Disparu au Myanmar, en Thaïlande, Viet-Nam et Malaisie. | Espèce en danger critique d'extinction. La population en 2012 ne dépasserait pas un millier d'oiseaux.         |
| Pseudibis gigantea (Oustalet, 1877) Ibis géant  | Ibis géant | Cambodge; Laos ; Viet Nam. Disparu de Thaïlande                                                 | Espèce en danger critique d'extinction. La population en 2012 ne dépasserait pas quelques centaines d'oiseaux. |